# ニコライ・ヴラソフ
ニコライ・イヴァーノヴィチ・ヴラソフ（ロシア語: Никола́й Ива́нович Вла́сов、1916年11月11日 - 1945年2月26日）は、ソ連の軍人。ソ連邦英雄。大祖国戦争で活躍したエース・パイロットだったが、ドイツ軍の捕虜になり、マウトハウゼン強制収容所にて凄惨な最期を遂げた。

## 経歴
ペトログラードの労働者の家に生まれる。父は農耕器具工場の工員で十月革命にも参加した人物だった。学校卒業後、金属工として働くかたわらコムソモールの秘書をつとめていたが、1934年にA・F・ミャスニコフ名称第1航空学校に入学。1936年卒業し、戦闘機教官となる。1939年、ソビエト連邦共産党入党。
1941年6月の大祖国戦争では西部戦線第42戦闘機連隊戦闘機中隊長として初日より参戦。1941年7月、上級中尉。8月18日、偵察に飛来したJu 88を迎撃しようとするも、機関銃が故障したため体当たりを敢行。墜落した機体の中から歩兵部隊により救出され一命をとりとめるも、長期の入院を余儀なくされる。
1942年7月、軍務に復帰し、第434戦闘機連隊附。
U-2による夜間索敵任務中、ミレロヴォ駅付近にて負傷していたフィリップ・デムチェンコフ上級中尉を銃撃の中救助し、基地まで連れ帰った。以降、22回の空中戦に参加し10機を撃墜。1942年11月23日、ソ連邦英雄称号を授与される。

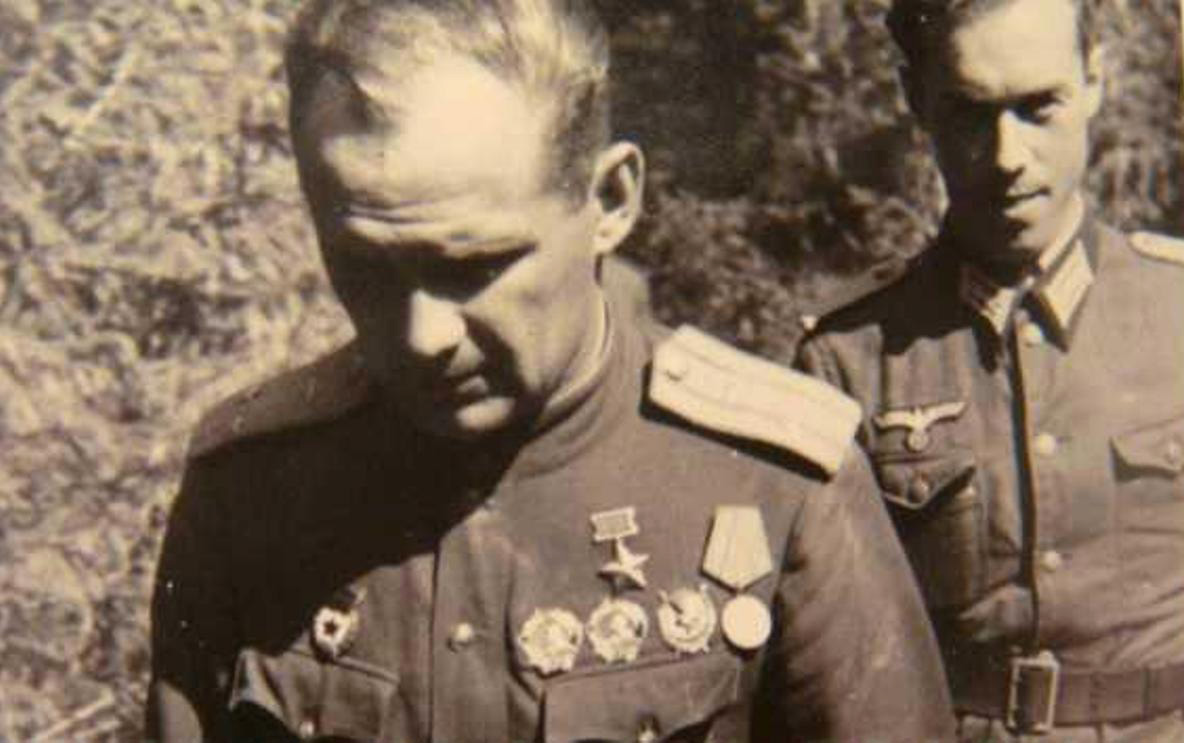
ドイツ軍将校により連行されるヴラソフ

1943年7月29日、包囲戦さなかのレニングラード上空をYak-1で飛行中、高射砲を受け墜落。脱出後、ドイツ軍の捕虜となりリッツマンシュタット近郊の収容所に移送される。
1944年春、脱走計画が露見されたためにヴュルツブルクの「要塞」に移送される。そこで脱走計画を企てたため、ニュルンベルクの収容所に移送される。そこでも更に脱走計画を企てるも、内通者によって露見され、マウトハウゼン強制収容所の「20号監獄」に移送される。1945年1月、ソ連軍のユーゴスラビア解放に乗じて暴動を起こすも、即座に鎮圧され、生きたまま焼却炉に投入され焼き殺された。
20号監獄では2月2日に更に500名の囚人が脱走するも、軍と地元住民による3か月にわたる捜索で殆どが射殺され、うち生き残ったのは11名のみだった（ミュールフィアテルの兎狩り）。